# Podział terytorialny Melbourne

Mapa administracyjna aglomeracji Melbourne

Podział terytorialny Melbourne – obszar metropolii Melbourne, podzielony jest na 31 obszarów samorządu lokalnego (ang. local government area) typu: city (pol. miasto) oraz shire (pol. hrabstwo). Lista zawiera wykaz samorządów wchodzących w skład metropolii oraz ich przedmieść i osiedli (ang. suburb). W nawiasach podany jest kod pocztowy.

## Centralna część aglomeracji

### City of Melbourne
- Carlton (3053)
- Carlton North (3054)
- Melbourne Docklands (3008)
- East Melbourne (3002)
  - Jolimont
- Flemington (3031)
- Kensington (3031)
- Melbourne (3000, Central business district)
- Melbourne (3004, St Kilda Road)
- North Melbourne (3051)
- Port Melbourne (3207)
- Parkville (3052)
- Southbank (3006)
- South Wharf (3006)
- South Yarra (3141)
- West Melbourne (3003)
  - Coode Island
- World Trade Centre (3005)

### City of Port Phillip
- Albert Park (3206)
- Balaclava (3183)
- Elwood (3184)
- Melbourne (3004) (St Kilda Road)
- Middle Park (3206)
- Port Melbourne (3207) 
  - Beacon Cove
  - Garden City
- Ripponlea (3185)
- St Kilda (3182)
- St Kilda East (3183)
- St Kilda West (3182)
- Southbank (3006)
- South Melbourne (3205)

### City of Yarra
- Abbotsford (3067)
- Alphington (3078)
- Burnley (3121)
- Carlton North (3054)
- Clifton Hill (3068)
- Collingwood (3066)
- Cremorne (3121)
- Fairfield (3078)
  - Yarra Bend
- Fitzroy (3065)
- Fitzroy North (3068)
- Princes Hill (3054)
- Richmond (3121)

## Północna część aglomeracji

### City of Banyule
- Bellfield (3081)
- Briar Hill (3088)
- Bundoora (3083)
- Eaglemont (3084)
- Eltham North (3095)
- Greensborough (3088)
- Heidelberg (3084)
- Heidelberg Heights (3081)
- Heidelberg West (3081)
- Ivanhoe (3079)
- Ivanhoe East (3079)
- Lower Plenty (3093)
- Macleod (3085) 
  - Macleod West
- Montmorency (3094)
- Rosanna (3084)
- St Helena (3088)
- Viewbank (3084)
- Watsonia (3087)
- Watsonia North (3087)
- Yallambie (3085)

### City of Darebin
- Alphington (3078)
- Bundoora (3083)
  - Mt Cooper
- Fairfield (3078)
- Kingsbury (3083)
- Macleod (3085)
- Northcote (3070)
  - Westgarth (3070)
- Preston (3072)
  - Regent
- Reservoir (3073)
  - Regent
- Thornbury (3071)

### City of Hume
- Attwood (3049)
- Broadmeadows (3047)
- Bulla (3428)
- Campbellfield (3061)
- Clarkefield (3430)
- Coolaroo (3048)
- Craigieburn (3064)
- Dallas (3047)
- Gladstone Park (3043)
- Greenvale (3059)
- Jacana (3047)
- Kalkallo (3064)
- Keilor (3036)
- Meadow Heights (3048)
- Melbourne Airport (3045)
- Mickleham (3064)
  - Konagaderra Springs
- Oaklands Junction (3063)
  - Oaklands Park
- Roxburgh Park (3064)
- Somerton (3062)
- Sunbury (3429)
  - Jacksons Hill
  - Goonawarra
- Tullamarine (3043)
- Westmeadows (3049)
- Wildwood (3429)
- Yuroke (3063)

### City of Moonee Valley
- Aberfeldie (3040)
- Airport West (3042)
- Ascot Vale (3032)
  - Ascot Vale West
- Avondale Heights (3034)
- Essendon (3040)
- Essendon North (3041)
- Essendon West (3040)
- Flemington (3031) 
  - Newmarket
- Keilor East (3033)
- Moonee Ponds (3039)
- Niddrie (3042)
- Strathmore (3041)
- Strathmore Heights (3041)
- Travancore (3032)

### City of Moreland
- Brunswick (3056)
- Brunswick East (3057)
- Brunswick West (3055)
  - Moonee Vale
- Coburg (3058)
  - Coburg East
- Coburg North (3058)
  - Merlynston
  - Newlands
- Fawkner (3060)
- Glenroy (3046)
  - Westbreen
- Gowanbrae (3043)
- Hadfield (3046)
- Oak Park (3046)
- Pascoe Vale (3044)
- Pascoe Vale South (3044)
  - Coonans Hill
- Tullamarine (3043)

### Hrabstwo Nillumbik
- Bend of Islands (3097)
- Christmas Hills (3775)
  - Rob Roy
- Cottles Bridge (3099)
- Diamond Creek (3089)
- Doreen (3754)
- Eltham (3095)
- Eltham North (3095)
- Greensborough (3088)
- Hurstbridge (3099)
  - Midhurst
- Kinglake (3763)
- Kangaroo Ground (3097)
  - Watsons Creek
- Nutfield (3099)
- Panton Hill (3759)
- Plenty (3090)
- Research (3095)
- Smiths Gully (3760)
- Saint Andrews (3761)
- North Warrandyte (3113)
- Wattle Glen (3096)
- Yan Yean (3755)
- Yarrambat (3091)

### City of Whittlesea
- Bundoora (3083)
- Doreen (3754)
- Eden Park (3757)
- Epping (3076)
  - Epping North
- Lalor (3075)
- Mernda (3754)
- Mill Park (3082)
- South Morang (3752)
- Thomastown (3074)
- Wollert (3750)
- Woodstock (3755)
- Yan Yean (3755)
- Whittlesea (3757)

## Wschodnia część aglomeracji

### City of Boroondara
- Ashburton (3147)
- Balwyn (3103)
  - Deepdene
- Balwyn North (3104)
  - Bellevue
  - Greythorn
- Camberwell (3124)
  - Hartwell
- Canterbury (3126)
- Glen Iris (3146)
- Hawthorn (3122)
  - Glenferrie
- Hawthorn East (3123)
- Kew (3101)
- Kew East (3102)
- Mont Albert
- Surrey Hills (3127)

### City of Knox
- Bayswater (3153)
- Boronia (3155)
- Ferntree Gully (3156)
- Knoxfield (3180)
- Lysterfield (3156)
- Rowville (3178)
- Scoresby (3179)
- The Basin (3154)
- Wantirna (3152)
- Wantirna South (3152)

### City of Manningham
- Bulleen (3105)
- Doncaster (3108)
- Doncaster East (3109)
- Donvale (3111)
- Park Orchards (3114)
- Templestowe (3106)
- Templestowe Lower (3107)
- Warrandyte (3113)
- Warrandyte South (3134)
- Wonga Park(3115)

### City of Maroondah
- Bayswater North (3153)
- Croydon (3136)
- Croydon Hills (3136)
- Croydon North (3136)
- Croydon South (3136)
- Heathmont (3135)
- Kilsyth South (3137)
- Ringwood (3134)
- Ringwood East (3135)
- Ringwood North (3134)
- Warranwood (3134)

### City of Whitehorse
- Blackburn (3130)
  - Laburnum
  - Bellbird
- Blackburn North (3130)
- Blackburn South (3130)
- Box Hill (3128
- Box Hill North (3129)
  - Kerrimuir
- Box Hill South (3128)
  - Houston
- Burwood (3125)
  - Bennettswood
  - Wattle Park
- Burwood East (3151)
  - Tally Ho
- Forest Hill (3131)
- Mitcham (3132)
  - Heatherdale
- Mont Albert (3127)
- Nunawading (3131)
- Surrey Hills (3127)
- Vermont (3133)
- Vermont South (3133)

### Hrabstwo Yarra Ranges
- Badger Creek (3777)
- Belgrave (3160)
- Belgrave Heights (3160)
- Belgrave South (3160)
- Chirnside Park (3116)
- Chum Creek (3777)
- Coldstream (3770)
- Dixons Creek (3775)
- Don Valley (3139)
- Ferntree Gully Upper (3156)
- Ferny Creek (3786)
- Gruyere (3770)
- Healesville (3777)
- Hoddles Creek (3139)
- Kallista (3791)
- Kalorama (3766)
- Kilsyth (3137)
- Launching Place (3139)
- Lilydale (3140)
- Macclesfield (3782)
- Menzies Creek (3159)
- Millgrove (3799)
- Monbulk (3793)
- Montrose (3765)
- Mooroolbark (3138)
- Mount Dandenong (3767)
- Mount Evelyn (3796)
- Narre Warren East (3804)
- Olinda (3788)
- Sassafras (3787)
- Selby (3159)
- Seville (3139)
- Seville East (3139)
- Sherbrooke (3789)
- Silvan (3795)
- Steels Creek (3775)
- Tarrawarra (3775)
- Tecoma (3160)
- The Patch (3792)
- Tremont (3785)
- Upwey (3158)
- Wandin East (3139)
- Wandin North (3139)
- Warburton (3799)
- Warburton East (3799)
- Wesburn (3799)
- Woori Yallock (3139)
- Yarra Glen (3775)
- Yarra Junction (3797)
- Yellingbo (3139)
- Yering (3770)

## Południowo-wschodnia część aglomeracji

### City of Bayside
- Beaumaris (3193)
- Black Rock (3193)
- Brighton (3186)
- Brighton East (3187)
- Cheltenham (3192)
- Hampton (3188)
- Hampton East (3189)
- Highett (3190)
- Sandringham (3191)

### Hrabstwo Cardinia
- Avonsleigh (3782)
- Bayles (3981)
- Beaconsfield (3807)
- Beaconsfield Upper (3808)
- Beenak
- Bunyip (3815)
- Caldermeade (3984)
- Cardinia (3978)
- Catani (3981)
- Clematis (3782)
- Cockatoo (3781)
- Cora Lynn (3814)
- Dalmore (3981)
- Dewhurst
- Emerald (3782)
- Garfield (3814)
- Gembrook (3783)
- Guys Hill (3807)
- Iona (3815)
- Koo Wee Rup (3981)
- Lang Lang (3984)
- Maryknoll (3812)
- Menzies Creek (3159)
- Modella (3816)
- Monomeith (3984)
- Mount Burnett (3781)
- Nangana (3781)
- Nar Nar Goon (3812)
- Officer (3809)
- Pakenham (3810)
- Tenby Point (3984)
- Tonimbuk (3815)
- Toomuc Valley (3810)
- Tooradin North (3977)
- Tynong (3813)

### City of Casey
- Berwick (3806)
- Blind Bight (3980)
- Cannons Creek (3977)
- Clyde (3978)
- Clyde North (3978)
- Cranbourne (3977)
- Cranbourne East (3977)
- Cranbourne North (3977)
- Cranbourne South (3977)
- Cranbourne West (3977)
- Devon Meadows (3977)
- Doveton (3177)
- Endeavour Hills (3802)
- Eumemmerring (3177)
- Five Ways (3977)
- Hallam (3803)
- Hampton Park (3976)
- Harkaway (3806)
- Junction Village (3977)
- Lynbrook (3975)
- Lysterfield South (3156)
- Narre Warren (3805)
- Narre Warren North (3804)
- Narre Warren South (3805)
- Pearcedale (3912)
- Tooradin (3980)
- Warneet (3980)

### City of Greater Dandenong
- Bangholme (3175)
- Dandenong (3175)
- Dandenong North (3175)
- Dandenong South (3175)
- Keysborough (3173)
- Lyndhurst (3975)
- Noble Park (3174)
- Noble Park North (3174)
- Springvale (3171)
- Springvale South (3172)

### City of Frankston
- Carrum Downs (3201)
- Frankston (3199)
  - Eliza Heights
  - Frankston East
  - Frankston Heights
  - Frankston South
  - Karingal
  - Long Island
  - Mount Erin
  - Olivers Hill
- Frankston North (3200)
- Langwarrin (3910)
  - Langwarrin South
- Seaford (3198)
  - Kananook
- Skye (3977)
  - Sandhurst

### City of Glen Eira
- Bentleigh (3204)
- Bentleigh East (3165)
- Caulfield (3162)
- Caulfield East (3145)
- Caulfield North (3161)
- Caulfield South (3162)
- Carnegie (3163)
- Elsternwick (3185)
- Gardenvale (3185)
- Glen Huntly (3163)
- McKinnon (3204)
- Murrumbeena (3163)
- Ormond (3204)

### City of Kingston
- Aspendale (3195)
- Aspendale Gardens (3195)
- Bonbeach (3197)
- Braeside (3195)
- Carrum (3197)
- Chelsea (3196)
- Chelsea Heights (3196)
- Cheltenham (3192)
- Clarinda (3169)
- Clayton South (3169)
- Dingley Village (3172)
- Edithvale (3196)
- Heatherton (3202)
- Highett (3190)
- Mentone (3194)
- Moorabbin (3189)
- Moorabbin Airport (3194)
- Mordialloc (3195)
- Parkdale (3194)
- Patterson Lakes (3197)
- Waterways (3195)

### City of Monash
- Ashwood (3147)
- Chadstone (3148)
- Clayton (3168)
- Glen Waverley (3150)
- Hughesdale (3166)
- Huntingdale (3166)
- Monash University (3800)
- Mount Waverley (3149)
- Mulgrave (3170)
- Notting Hill (3168)
- Oakleigh (3166)
- Oakleigh East (3166)
- Oakleigh South (3167)
- Wheelers Hill (3150)

### Hrabstwo Mornington Peninsula
- Arthurs Seat (3936)
- Balnarring (3926)
- Balnarring Beach (3926)
- Baxter (3911)
- Bittern (3918)
- Blairgowrie (3942)
- Boneo (3939)
- Cape Schanck (3939)
- Crib Point (3919)
- Dromana (3936)
- Flinders (3929)
- Hastings (3915)
- HMAS Cerberus (3920)
- Main Ridge (3928)
- Merricks (3916)
- Merricks Beach (3926)
- Merricks North (3926)
- Moorooduc (3933)
- Mornington (3931)
- Mount Eliza (3930)
- Mount Martha (3934)
- Point Leo (3916)
- Portsea (3944)
- Red Hill (3059)
- Red Hill South (3937)
- Rosebud (3939)
- Rosebud West (3940)
- Rye (3941)
- Safety Beach (3936)
- Shoreham (3916)
- Somers (3927)
- Somerville (3912)
- Sorrento (3943)
- Tootgarook (3941)
- Tyabb (3913)

### City of Stonnington
- Armadale (3143)
- Glen Iris (3146)
- Kooyong (3144)
- Malvern (3144)
- Malvern East (3145)
- Prahran (3181)
- South Yarra (3141)
  - Hawksburn
- Toorak (3142)
- Windsor (3181)

## Zachodnia część aglomeracji

### City of Brimbank
- Albion (3020)
- Ardeer (3022)
- Cairnlea (3023)
- Calder Park (3037)
- Deer Park (3023)
- Delahey (3037)
- Derrimut (3030)
- Kealba (3021)
- Keilor (3036)
- Keilor Downs (3038)
- Keilor North (3036)
- Keilor Park (3042)
- Kings Park (3021)
- St Albans (3021)
- Sunshine (3020)
- Sunshine North (3020)
- Sunshine West (3020)
- Sydenham (3037)
- Taylors Lakes (3038)

### City of Hobsons Bay
- Altona (3018)
- Altona Meadows (3028)
- Altona North (3025)
- Brooklyn (3012)
- Laverton (3028)
- Newport (3015)
- Spotswood (3015)
- Seabrook (3028)
- Seaholme (3018)
- South Kingsville (3015)
- Williamstown (3016)
- Williamstown North (3016)

### City of Maribyrnong
- Braybrook (3019)
- Footscray (3011)
- Kingsville (3012)
- Maidstone (3012)
- Maribyrnong (3032)
- Seddon (3011)
- Tottenham (3012)
- West Footscray (3012)
- Yarraville (3013)

### Hrabstwo Melton
- Brookfield (3338)
- Burnside (3023)
- Caroline Springs(3023)
- Diggers Rest (3427)
- Hillside (3037)
- Kurunjang (3337)
- Melton (3337)
- Melton South (3338)
- Melton West (3337)
- Ravenhall (3023)
- Rockbank (3335)
- Taylors Hill (3037)
- Truganina (3029)

### City of Wyndham
- Hoppers Crossing (3029)
- Laverton North (3026)
- Mambourin (3024)
- Point Cook (3030)
- Tarneit (3029)
- Truganina (3029)
- Werribee (3030)
- Werribee South (3030)
- Wyndham Vale (3024)